# Dolichoderus epetreius
Dolichoderus epetreius är en myrart som först beskrevs av John E. Lattke 1987.  Dolichoderus epetreius ingår i släktet Dolichoderus och familjen myror. Inga underarter finns listade i Catalogue of Life.